# XVIII век
XVIII (восемна́дцатый) век  по григорианскому календарю — век с 1 января 1701 года по 31 декабря 1800 года. Это 8-й век 2-го тысячелетия.  Закончился 225 лет назад.

## События

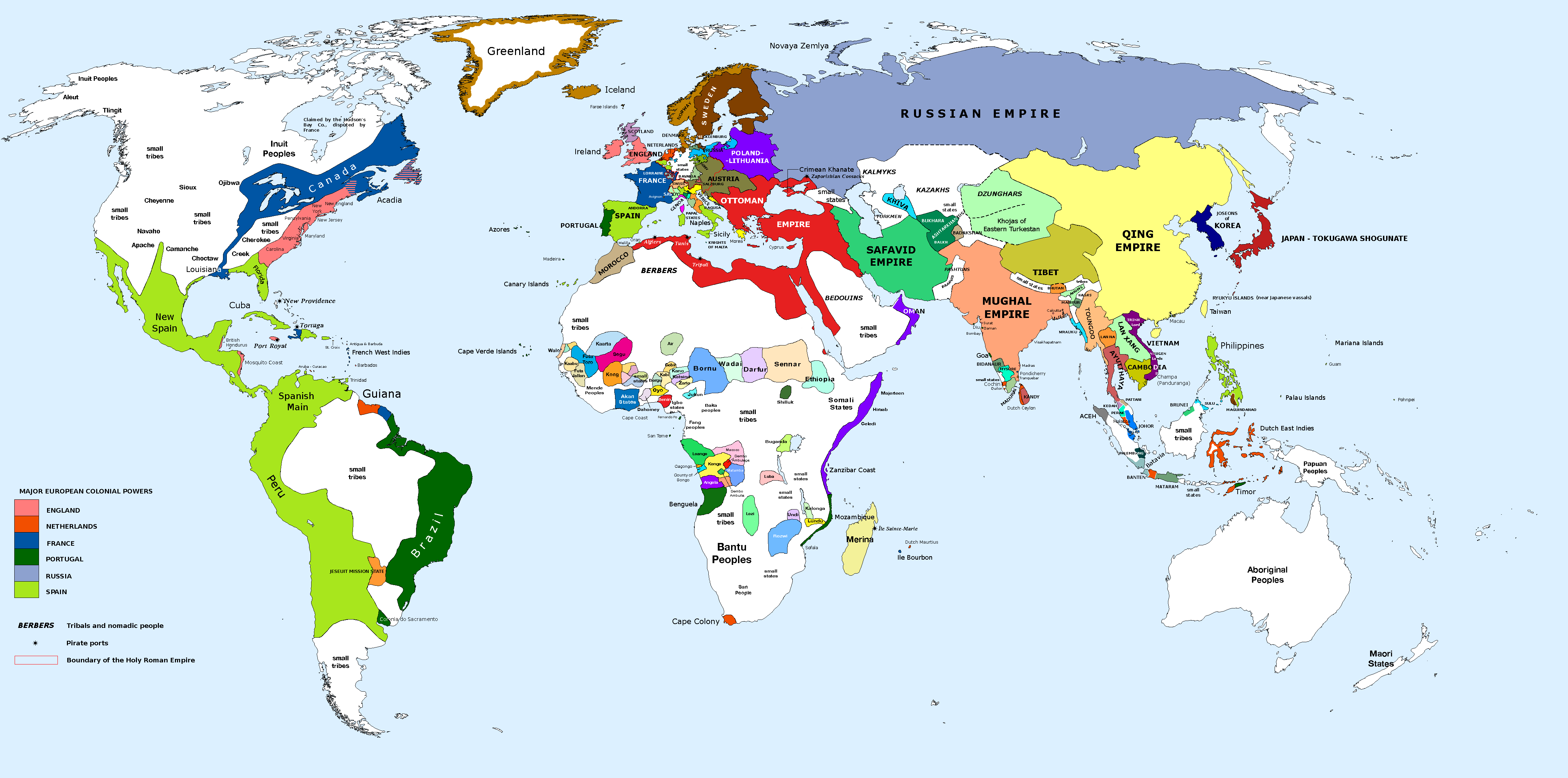
Карта мира (1700)

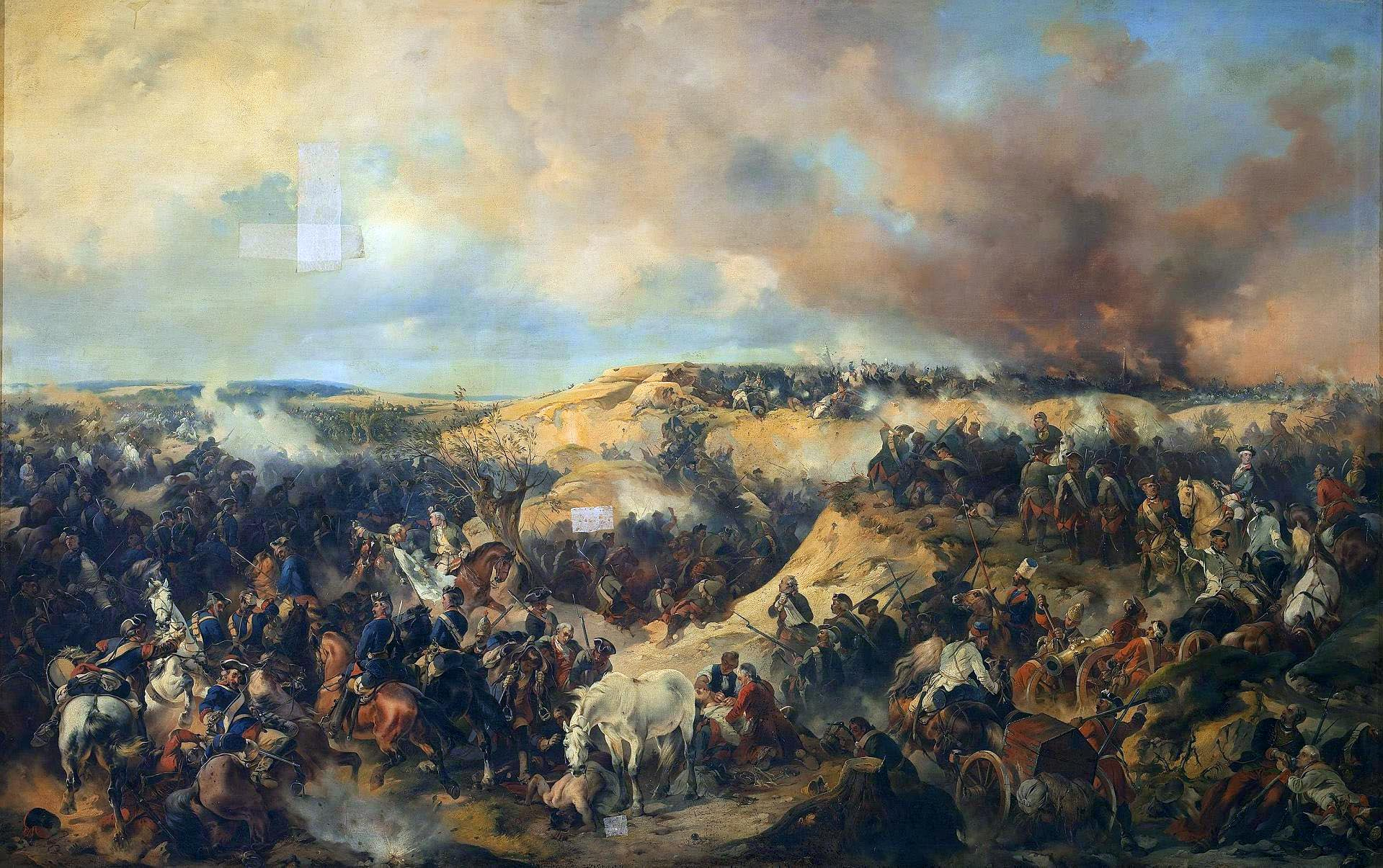
«Кунерсдорфское сражение, 1759». Александр Коцебу, 1848

Взятие Бастилии 14 июля 1789

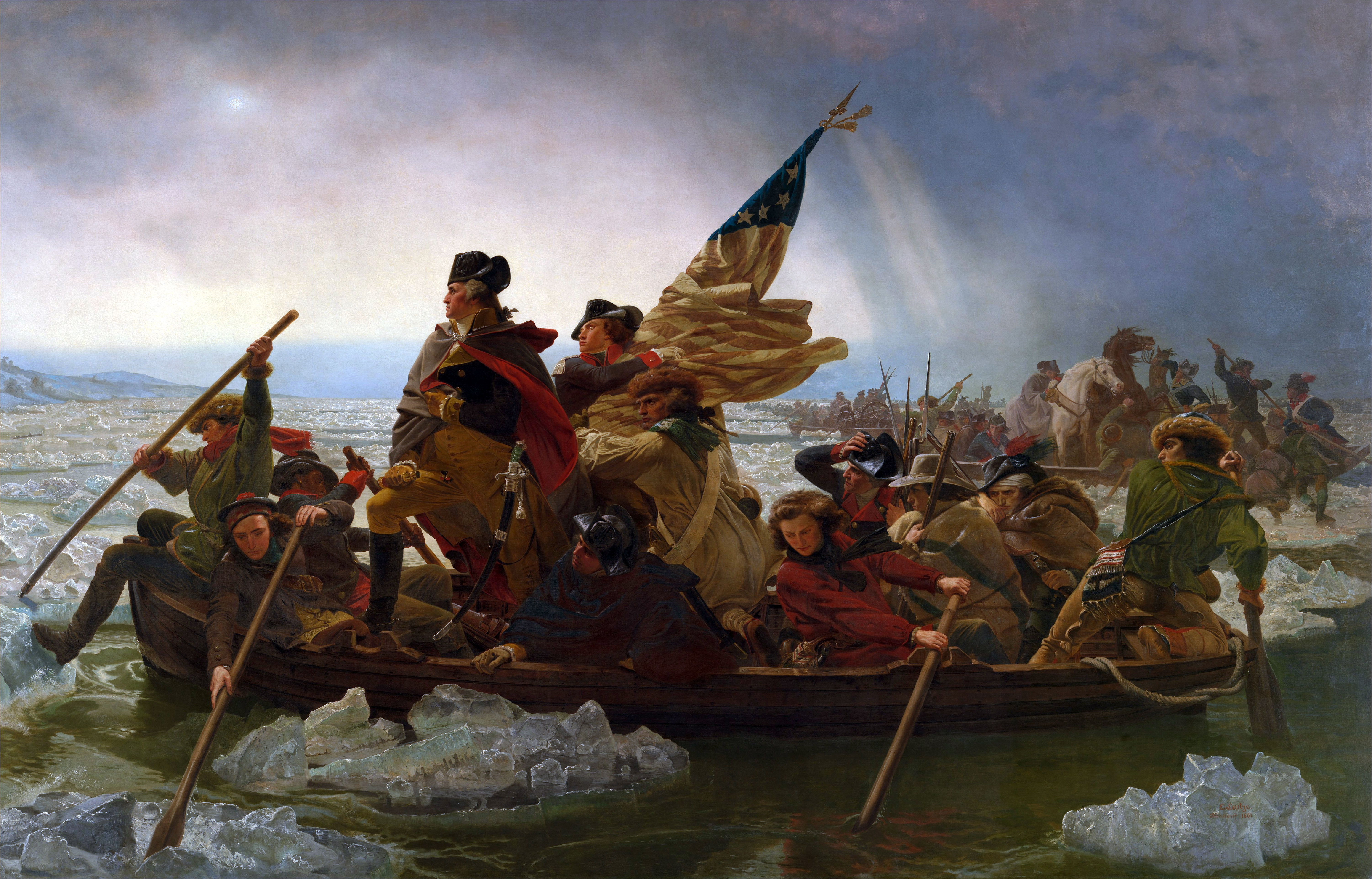
«Вашингтон переправляется через Делавэр». Нападение Вашингтона на гессенцев (немецких солдат, находившихся на английской службе) в Трентоне 25 декабря 1776 года. Картина Эмануэля Лойце.

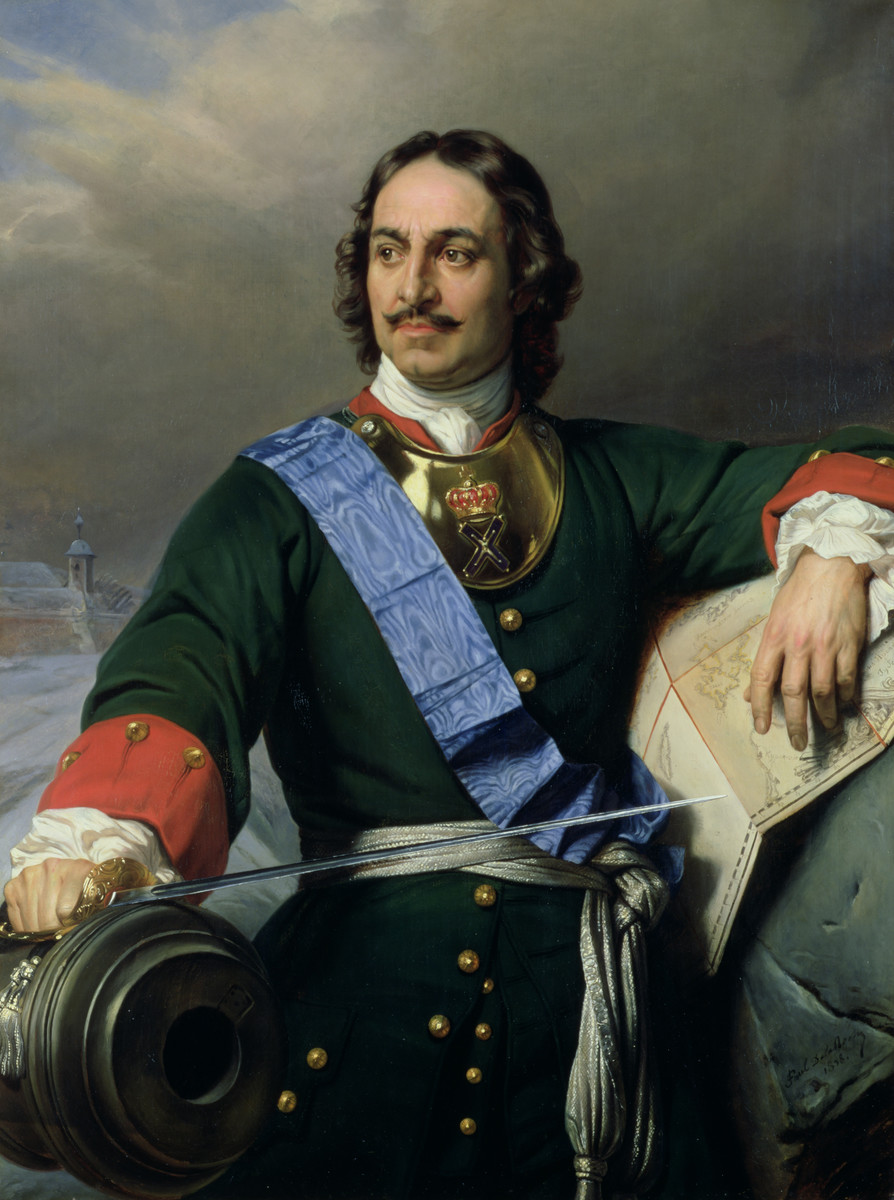
Пётр I Великий

- Реформы Петра I (1696—1725). Северная война (1700—1721), Полтавская битва (1709). Санкт-Петербург стал столицей (1712). Объявление России империей (1721).
- Война за испанское наследство (1701—1714). Утрехтский (1713) и Раштаттский (1714) мирные договоры. Война четверного альянса (1718—1720).
- Франко-английские конфликты в Северной Америке (1702—1713; 1744—1748; 1754—1763). Новая Франция перешла под контроль Англии и Испании (1763).
- Лиссабонский и Метуэнский договоры (1703) — Англия получила преимущества в торговле с Португалией и её колониями.
- Королевство Великобритания образовано объединением Англии и Шотландии (1707).
- Войны Османской империи с Россией (1710—1713; 1735—1739; 1768—1774; 1787—1792), Венецией (1714—1718), Австрией (1716—1718; 1787—1791).
- Ойрато-маньчжурские войны (1715—1739; 1755—1759). Распалось Джунгарское ханство (1635—1755/1758).
- Эпоха дворцовых переворотов (1725—1762).
- Англо-испанская война (1727—1729; Венский и Ганноверский союзы).
- Война за польское наследство (1733—1735).
- Великая Северная экспедиция (1733—1743).
- Война за австрийское наследство (1740—1748; Габсбург-Лотарингская династия). Ахенский мир (1748).
- Русско-шведские войны (1741—1743; 1788—1790).
- Войны Британской Ост-Индской компании за контроль над Индией (1746—1763; 1767—1799; 1775—1782). Голод в Британской Индии.
- Изгнание иезуитов из Бразилии (1754), Португалии (1759), Франции (1764), Испании и её колоний (1767).
- Десять великих кампаний[англ.] (1755—1792). «Закрытие» Китая (1757).
- Дипломатическая революция (1756). Семилетняя война (1756—1763).
- Сиамо-бирманские войны (XVI—XIX; 1759—60[англ.]; 1765—67[англ.]).
- Массовое переселение немецких колонистов в Россию (1763—1766).
- Уход большей части калмыков-торгутов из России в Джунгарию (1771).
- Разделы Речи Посполитой (1772, 1793, 1795).
- Крестьянская война под предводительством Емельяна Пугачёва (1773—1775).
- Война за независимость США (1775—1783). Парижский мир (1783). Северо-западная индейская война (1785—1795).
  - Первый вооружённый нейтралитет (1780—1783). Четвёртая англо-голландская война (1780—1784). Большая осада Гибралтара (1779—1783).
- Война за баварское наследство (1778—1779)
- Начало колонизации Австралии европейцами (1788; первое поселение — Сидней).

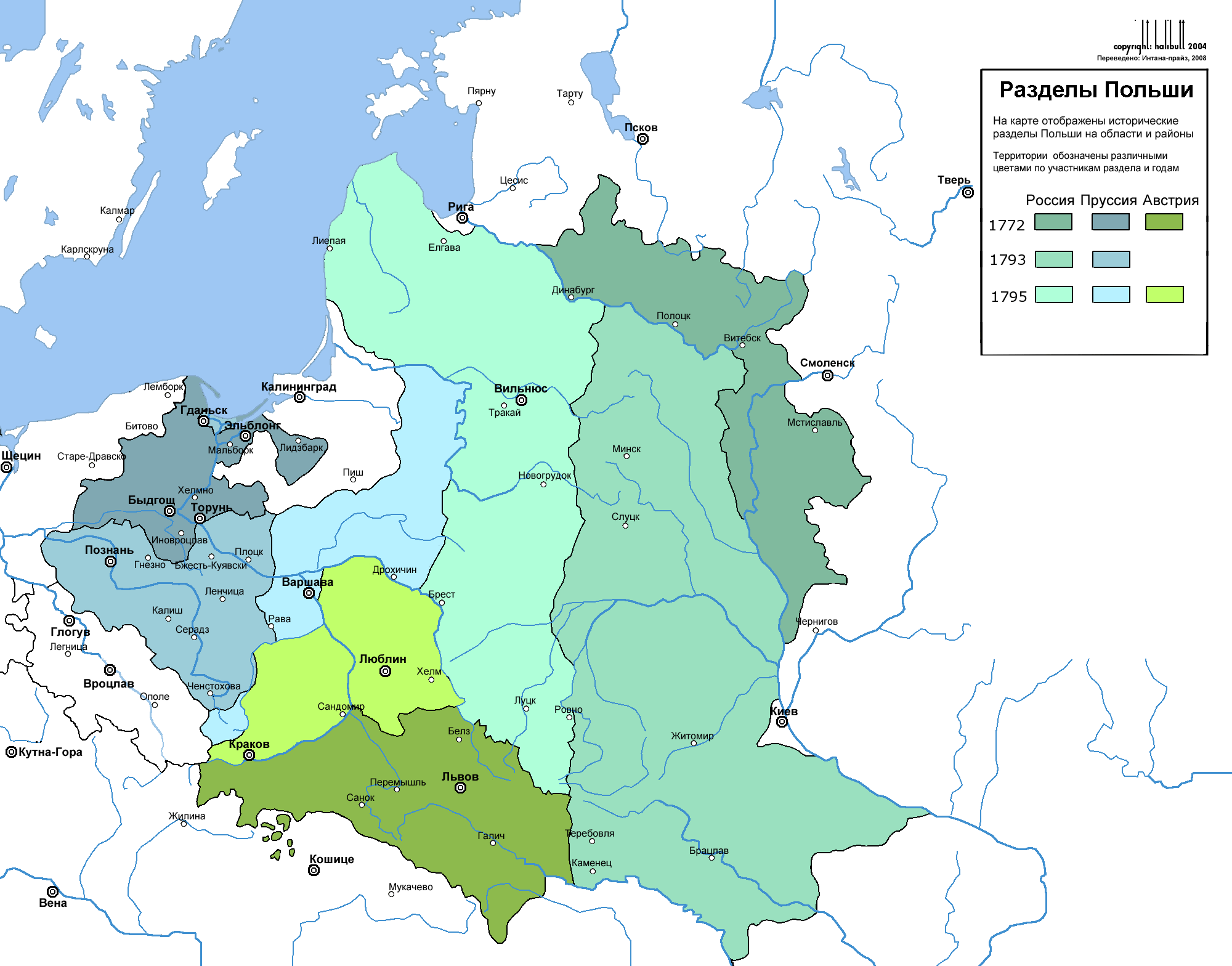
Разделы Речи Посполитой

- Разделы Речи ПосполитойВеликая французская революция (1789). Революционные войны (1793—1797, 1799—1802). Термидорианский переворот (1794). Переворот 18 брюмера (1799).

## Культура и Экономика

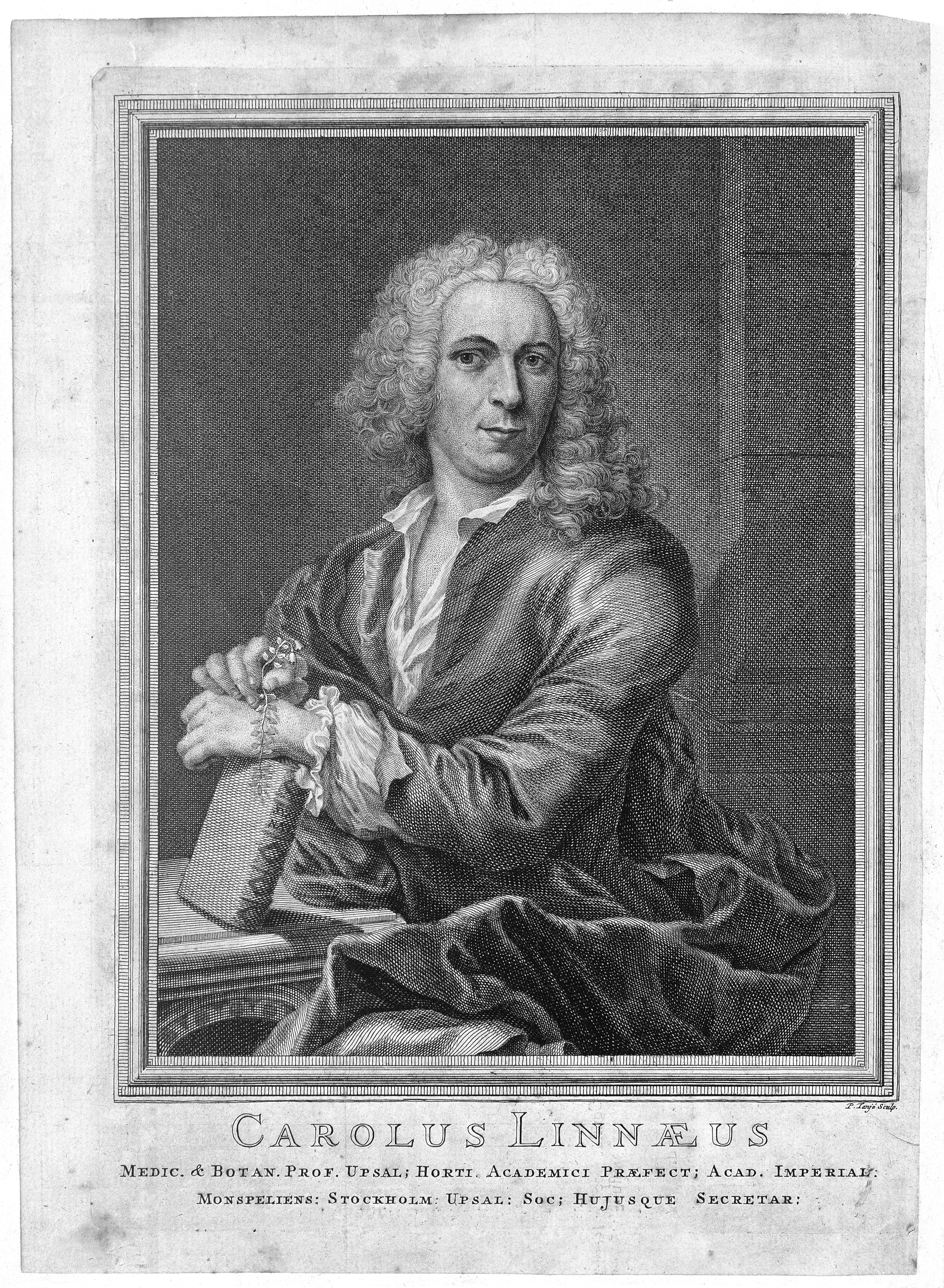
Карл Линней

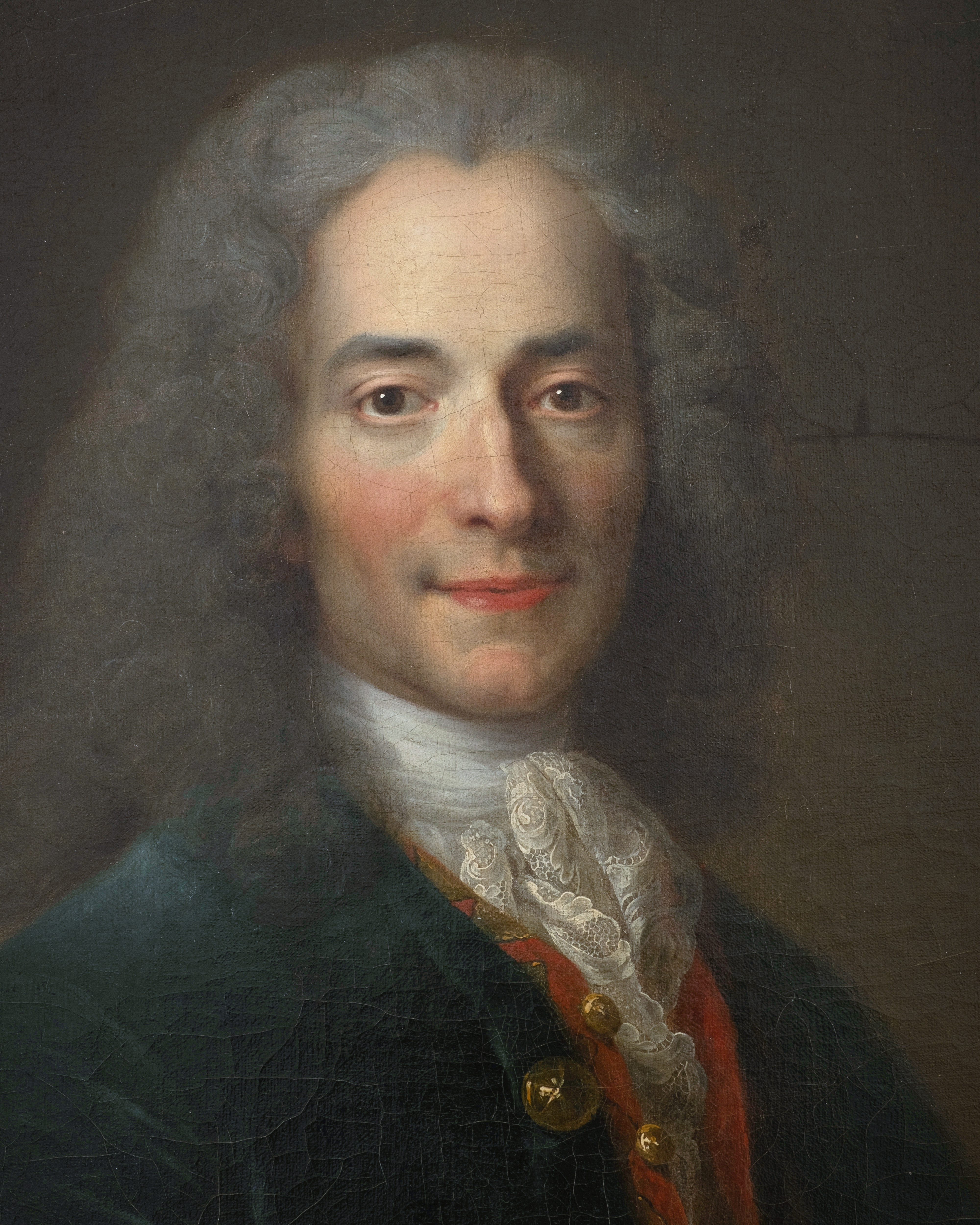
Вольтер

- Эпоха Просвещения (конец XVII века — XVIII век). Просвещённый абсолютизм (1740—1789).
- Барокко. Рококо. Академизм. Классицизм.
- Треугольная торговля (конец XVI века — начало XIX века). Открытие золота (1690—1800) в Бразилии.
- Промышленная революция (последняя треть XVIII века — первая половина XIX века).
- Философия XVIII века.
- Галантный век
- Европейская причёска XVIII века.
- Города, основанные в XVIII веке.